# Grand Prix de l'industrie et de l'artisanat de Larciano 2024
Le Grand Prix de l'industrie et de l'artisanat de Larciano 2024 est la 46e édition de cette course cycliste masculine sur route. Il a lieu le 8 septembre 2024 autour de Larciano, dans la province de Pistoia, en Italie, sur 196,3 km. Il fait partie du calendrier UCI ProSeries 2024 en catégorie 1.Pro, le deuxième niveau de compétition dans l'ordre d'importance du cyclisme sur route masculin.

## Présentation

### Équipes
| WorldTeams (3)- EF Education-EasyPost - Movistar Team - UAE Team Emirates ProTeams (9)- Bingoal WB - Caja Rural-Seguros RGA - Corratec-Vini Fantini - Polti Kometa - Team Novo Nordisk - TotalEnergies - Q36.5 Pro Cycling Team - VF Group-Bardiani CSF-Faizané - TDT-Unibet Équipes continentales (5)- Petrolike - JCL Team Ukyo - Team Technipes #inEmiliaRomagna - Work Service-Vitalcare-Dynatek - MG.K Vis Colors For Peace Équipe nationale- Italie |
| |

## Classements

### Classement final
| \| Classement général \| Classement général \| Classement général \| Classement général \| Classement général \| \| Coureur \| Coureur \| Pays \| Équipe \| Temps \| \| ------------------ \| ------------------ \| ------------------ \| ---------------------- \| ------------------ \| \| 1er \| Marc Hirschi \| Suisse \| UAE Team Emirates \| 3 h 05 min 12 s \| \| 2e \| Thomas Silva \| Uruguay \| Caja Rural-Seguros RGA \| + 4 s \| \| 3e \| Diego Ulissi \| Italie \| UAE Team Emirates \| + 9 s \| \| 4e \| Javier Romo \| Espagne \| Movistar Team \| + 9 s \| \| 5e \| Simone Velasco \| Italie \| Astana Qazaqstan Team \| + 12 s \| \| 6e \| Vincenzo Albanese \| Italie \| Arkéa-B&B Hotels \| + 12 s \| \| 7e \| Mattéo Vercher \| France \| TotalEnergies \| + 12 s \| \| 8e \| Joel Nicolau \| Espagne \| Caja Rural-Seguros RGA \| + 12 s \| \| 9e \| Gianluca Brambilla \| Italie \| Q36.5 Pro Cycling Team \| + 12 s \| \| 10e \| Giovanni Carboni \| Italie \| JCLTeam Ukyo \| + 12 s \| |                    |         |                        |                 |
| |                    |         |                        |                 |
| Source : ProCyclingStats |                    |         |                        |                 |
| Classement général |                    |         |                        |                 |
| Coureur | Coureur            | Pays    | Équipe                 | Temps           |
| 1er | Marc Hirschi       | Suisse  | UAE Team Emirates      | 3 h 05 min 12 s |
| 2e | Thomas Silva       | Uruguay | Caja Rural-Seguros RGA | + 4 s           |
| 3e | Diego Ulissi       | Italie  | UAE Team Emirates      | + 9 s           |
| 4e | Javier Romo        | Espagne | Movistar Team          | + 9 s           |
| 5e | Simone Velasco     | Italie  | Astana Qazaqstan Team  | + 12 s          |
| 6e | Vincenzo Albanese  | Italie  | Arkéa-B&B Hotels       | + 12 s          |
| 7e | Mattéo Vercher     | France  | TotalEnergies          | + 12 s          |
| 8e | Joel Nicolau       | Espagne | Caja Rural-Seguros RGA | + 12 s          |
| 9e | Gianluca Brambilla | Italie  | Q36.5 Pro Cycling Team | + 12 s          |
| 10e | Giovanni Carboni   | Italie  | JCLTeam Ukyo           | + 12 s          |

### Classements UCI
La course attribue des points au classement mondial UCI 2024 selon le barème suivant :
| Position           | 1er | 2e  | 3e  | 4e  | 5e | 6e | 7e | 8e | 9e | 10e | 11e | 12e | 13e | 14e | 15e | 16e à 30e | 31e à 40e |
| Classement général | 200 | 150 | 125 | 100 | 85 | 70 | 60 | 50 | 40 | 35  | 30  | 25  | 20  | 15  | 10  | 5         | 3         |